# Linda e il brigadiere
Linda e il brigadiere è una serie televisiva italiana.

## La serie
La serie è formata da tre stagioni andate in onda su Rai 1. La prima andò in onda in prima visione TV dal 6 aprile al 25 maggio 1997 e fu poi replicata più volte negli anni seguenti. La seconda stagione (Linda e il brigadiere 2) andò in onda nel 1998, mentre la terza  (Linda, il brigadiere e...) nel 2000.
Gli interpreti protagonisti delle prime due stagioni sono Nino Manfredi e Claudia Koll, mentre nella terza Manfredi è affiancato da Caterina Deregibus.
Fra gli attori ospiti della miniserie figura, in un paio di episodi, anche la show-girl e ballerina Carla Brait.
La serie è stata girata interamente a Roma e nei dintorni del territorio romano, in particolare nelle zone di Prati, Ponte Milvio (luogo dove è situata la questura) e quartiere Trieste (Via Zara) dove il Brigadiere e la figlia vivono.
In occasione dei 100 anni dalla nascita di Nino Manfredi la serie è interamente disponibile su RaiPlay.

## Episodi
| Stagione         | Episodi | Prima TV |
| ---------------- | ------- | -------- |
| Prima stagione   | 8       | 1997     |
| Seconda stagione | 4       | 1998     |
| Terza stagione   | 4       | 2000     |

## Trama

### Prima stagione
L'ex brigadiere di Polizia Nino Fogliani è il padre di Linda, Commissario di Polizia trentenne in servizio nello stesso Commissariato di Roma ove ha prestato servizio il padre. I due vivono soli dopo la morte della moglie dell'uomo. Una volta che Nino si ritrova in pensione non riesce a staccare completamente dalla professione anche a causa dei continui casi che si presentano alla figlia. Linda non è molto contenta di trovarsi il padre tra i piedi anche sul lavoro, ma Nino risulterà spesso decisivo nel risolvere intricate vicende. Purtroppo delle intromissioni del Brigadiere avrà modo di lamentarsi il superiore di Linda, il Vice Questore Torrigiani, creando non pochi problemi alla donna. Linda inoltre, sfumato per tradimento il suo prossimo matrimonio, vivrà una serie di incontri d'amore sfortunati, prima di riuscire a far capitolare il suo amore segreto. Personaggi di contorno Marina, amica del cuore di Linda, e i tre Ispettori del Commissariato Guidi, De Santis e Sanna, oltre all'agente Piperno, poliziotto veterano e "talpa" in Commissariato del Brigadiere.

### Seconda stagione
Continuano le vicende del pensionato Nino Fogliani e della figlia Linda, commissario di Polizia. Linda in questa serie intensifica il rapporto con il superiore Pierre Torrigiani ed i due si mettono insieme. Nino continua intanto ad essere decisivo nella risoluzione di complessi casi polizieschi. Ma i contrasti tra Linda e Torrigiani porteranno i due a lasciarsi e Linda cadrà tra le braccia di un aitante playboy...
Gli ascolti registrarono una media di 9 milioni di spettatori.

### Terza stagione - Linda, il brigadiere e...
Dopo la morte della figlia Linda, nella vita del brigadiere Fogliani entra un'altra Linda, la sua nuova assistente all'agenzia investigativa che sogna di diventare commissario di Polizia, i due finiranno puntualmente per interferire con le indagini della Polizia che avvicineranno Linda al questore Torrigiani; a complicare il tutto arriverà anche la folcloristica madre di Torrigiani.